# Марінгафе
Марінгафе (нім. Marienhafe) — громада в Німеччині, розташована в землі Нижня Саксонія. Входить до складу району Аурих. Складова частина об'єднання громад Брокмерланд.
Площа — 4,06 км2. Населення становить 2380 ос. (станом на 31 грудня 2021).

## Галерея

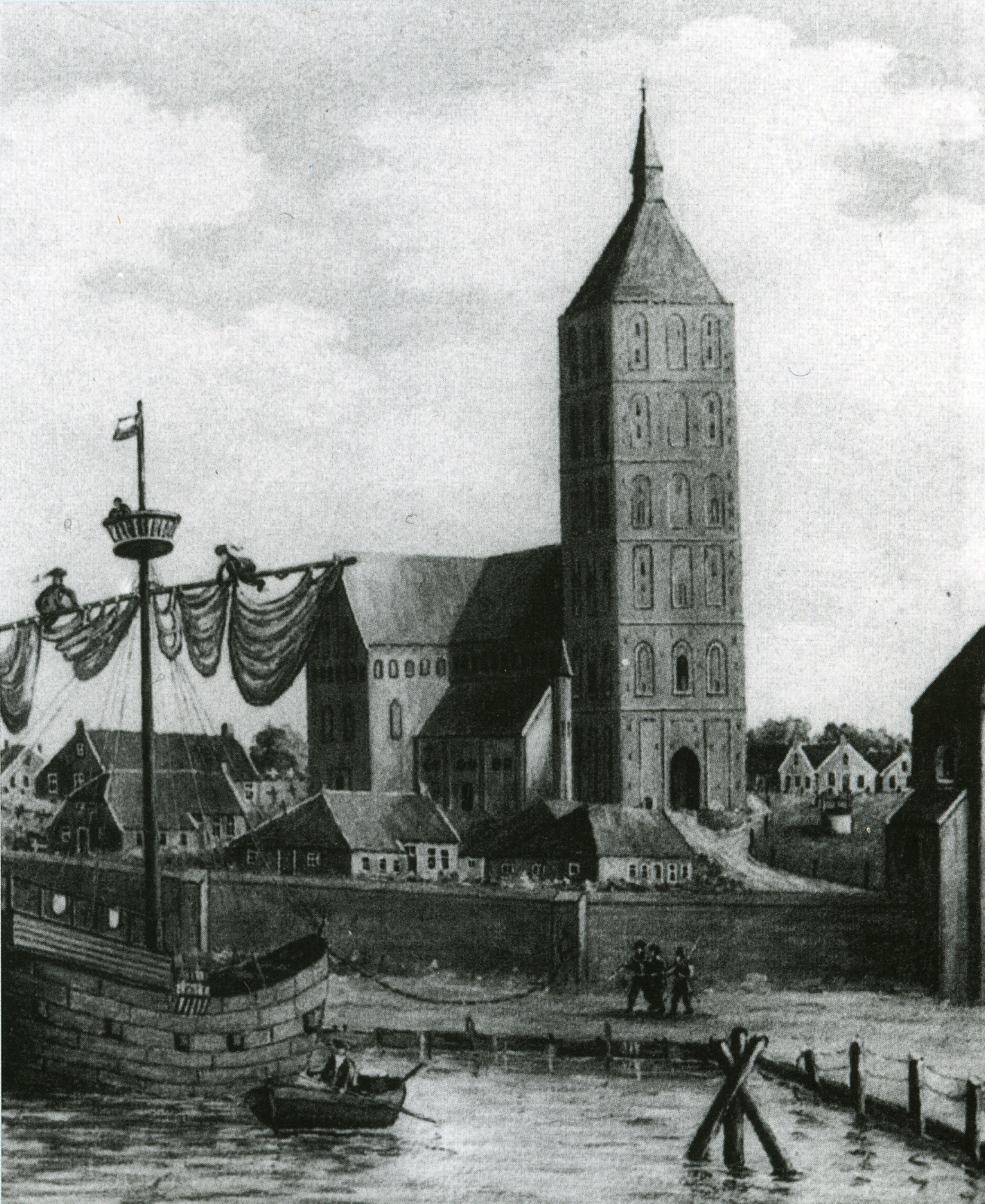
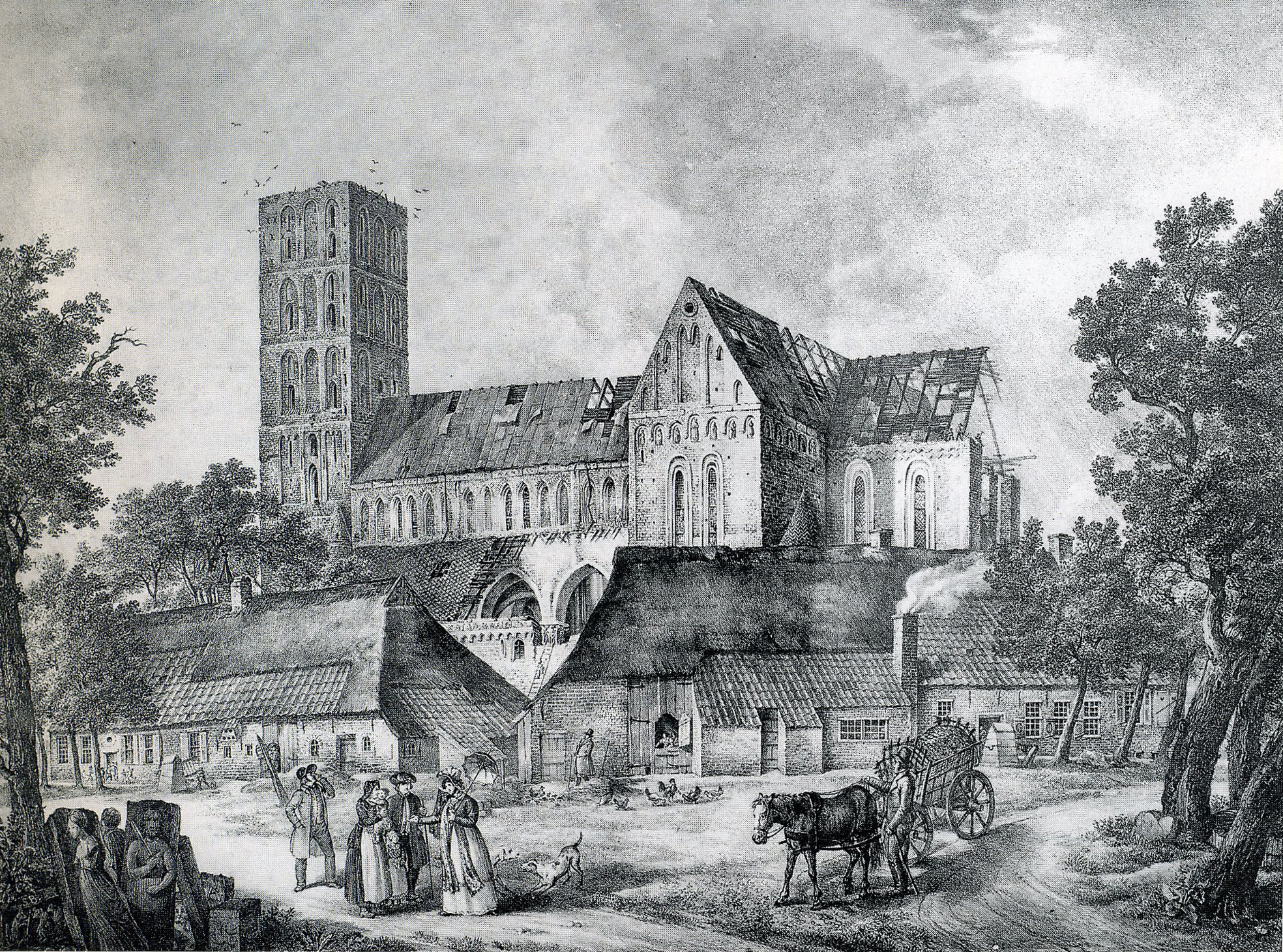
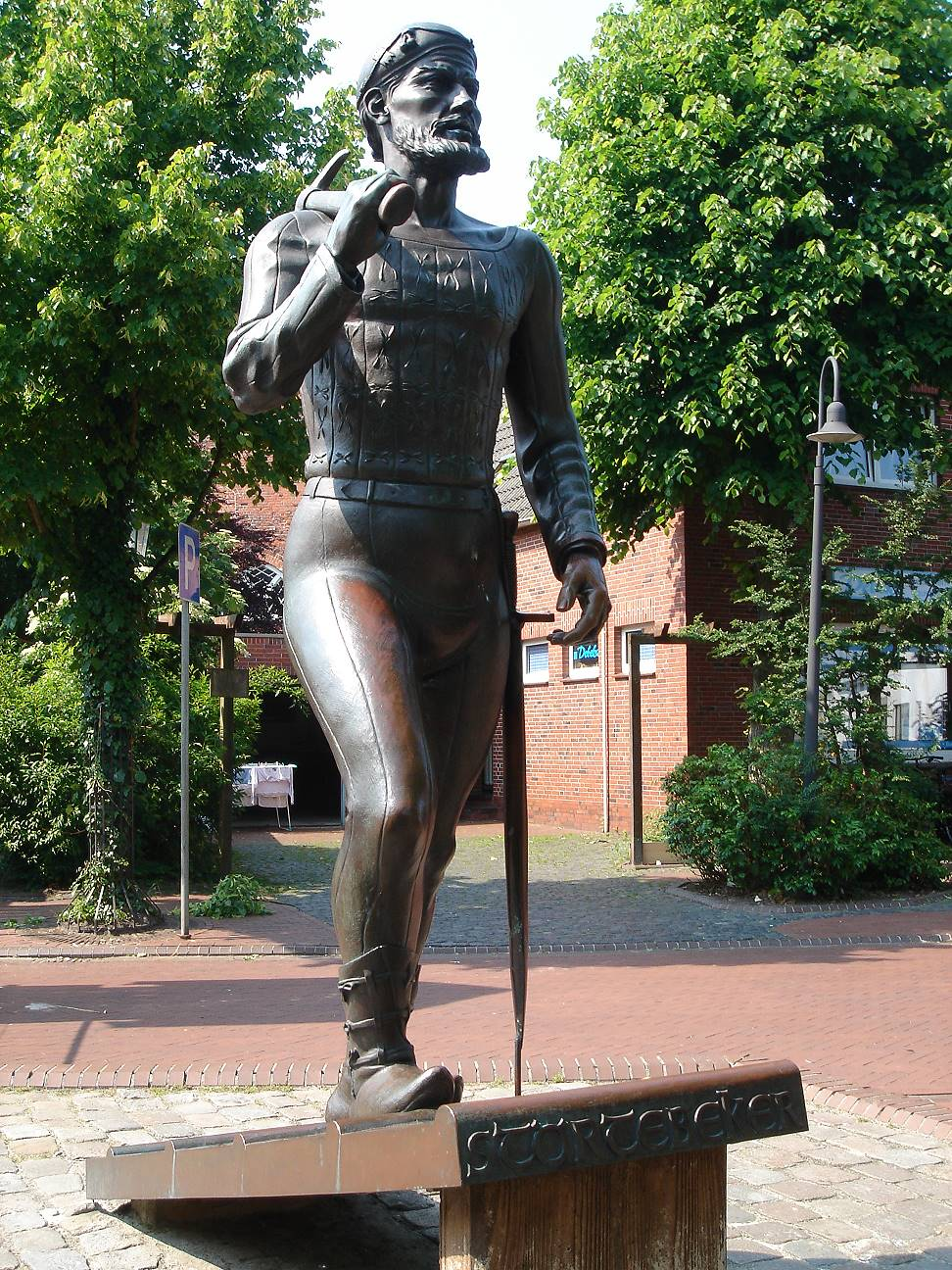
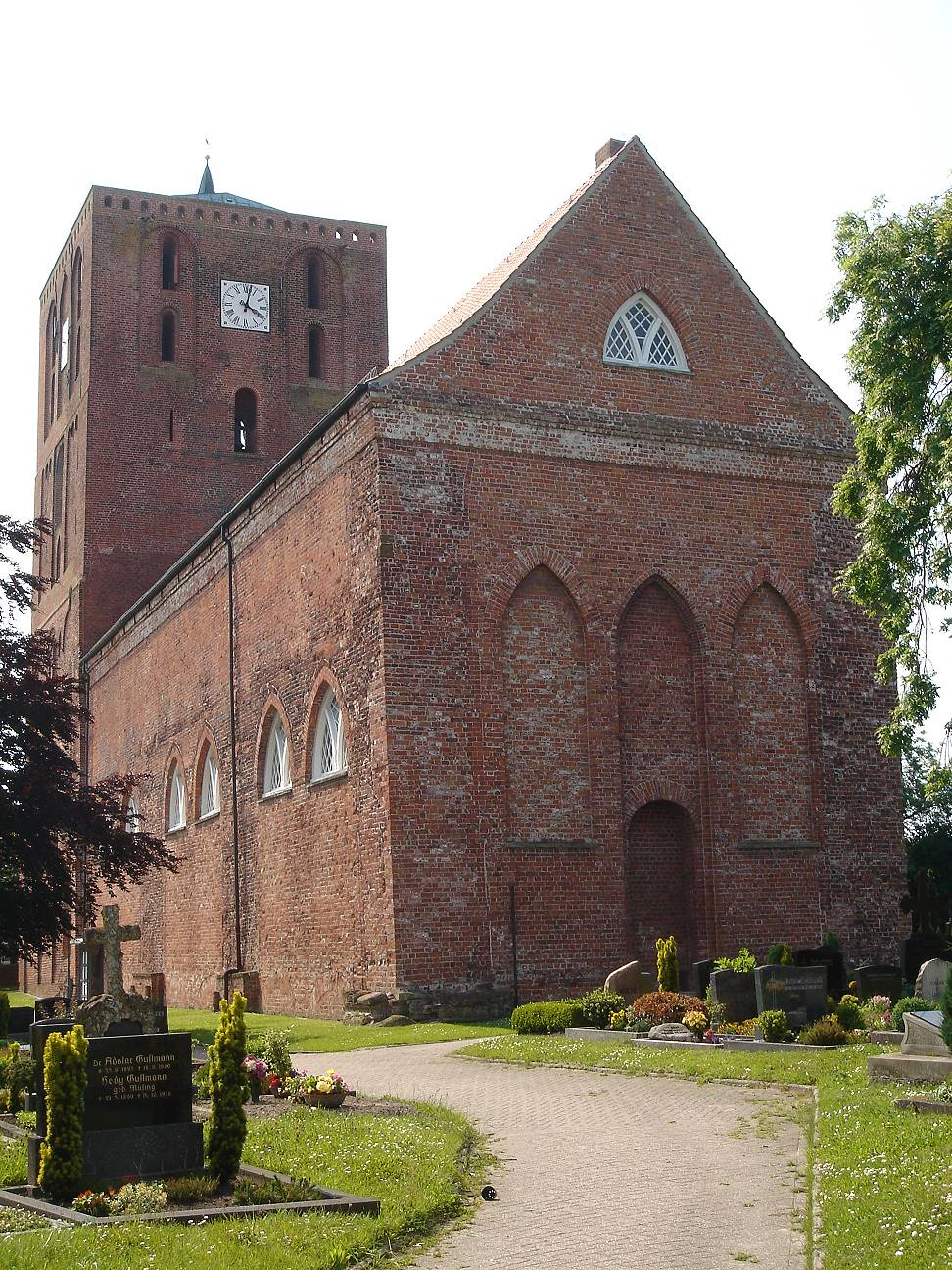
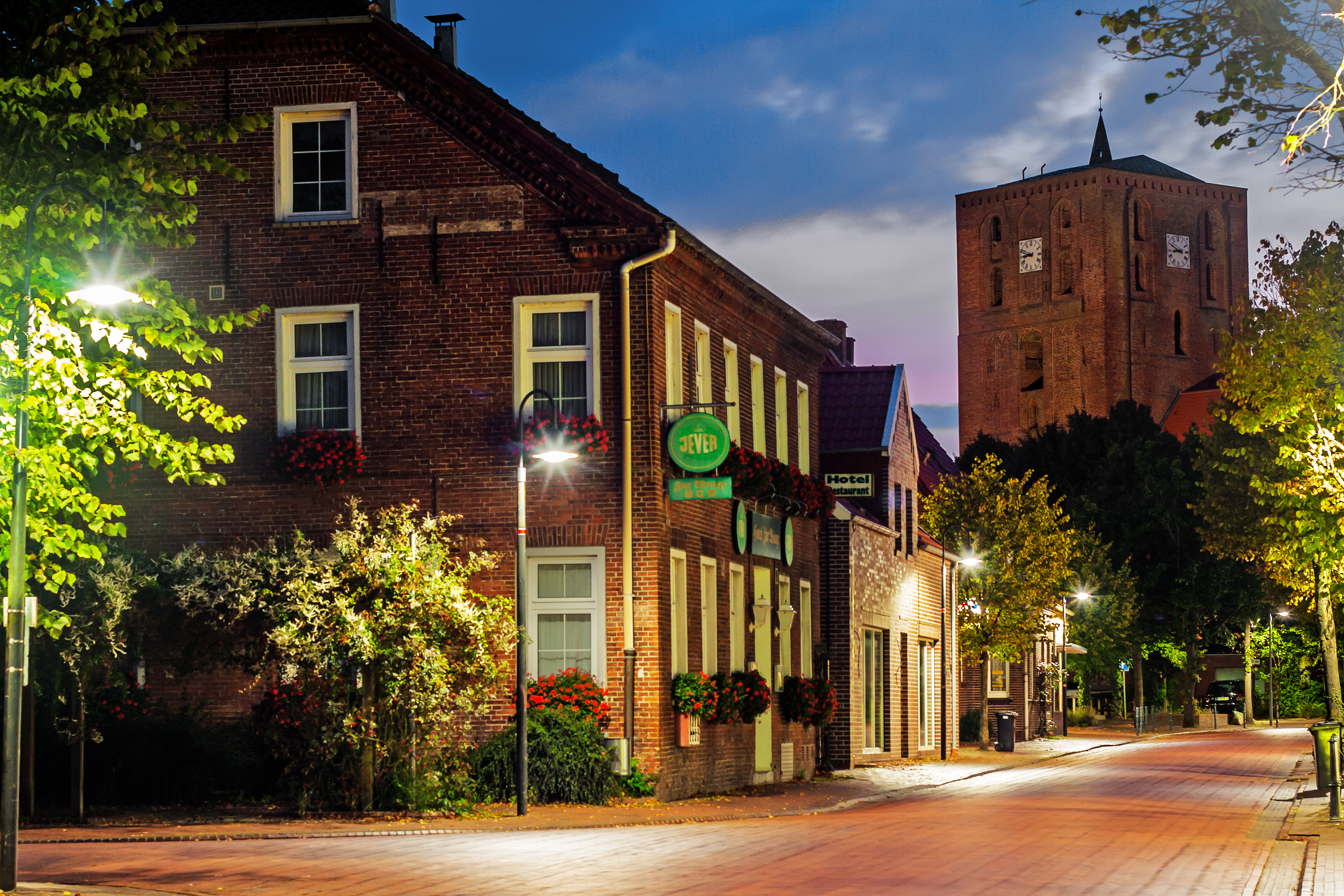